# Oro rapace
Oro rapace, in originale Gold Rush (ゴールドラッシュ?, Gōrudo Rasshu), è un romanzo della scrittrice sudcoreana Miri Yū. Pubblicato in originale da Shinchosha nel 1998 e in Italia nel 2001 da Feltrinelli.

## Trama

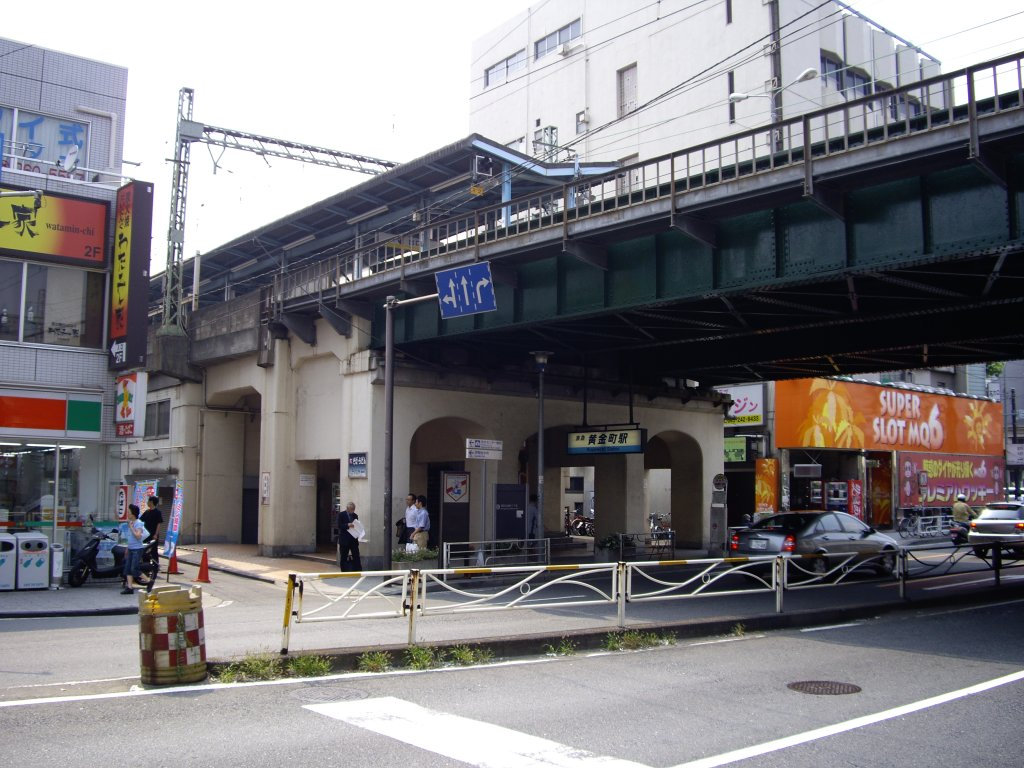
L'uscita della stazione di Koganechō

Kazuki è l'erede di un ricco proprietario di pachinko. Nonostante gli agi in cui vive, il ragazzo è perennemente insoddisfatto e trascorre la maggior parte del suo tempo bighellonando per le strade di Koganechō, oppure al locale d'azzardo del padre, il Vegas. Privo di qualsiasi affetto familiare, Kazuki sperimenta precocemente droga, alcol e fumo, il tutto per compensare il profondo senso d'inferiorità che lo affligge davanti agli adulti.
Una sera, dopo alcuni rimproveri da parte del padre, Kazuki decide di uccidere il proprio genitore e lo giustizia con una katana.
Dopo aver commesso il delitto il ragazzo si sente finalmente libero, ma dopo alcuni fallimentari tentativi di sostituirsi alla figura paterna di capofamiglia e capo aziendale, il giovane parricida sprofonda nella più profonda angoscia, afflitto da allucinazioni ed incubi notturni.
Solo dopo aver sperimentato molte amarezze sul piano relazionale, Kazuki, compresi il proprio disagio e senso di colpa, decide di ascoltare i consigli di Kyōko e Kanamoto, che speravano si costituisse alla giustizia.
Il romanzo tuttavia si chiude con un finale aperto che non lascia intendere se il protagonista conseguirà con risoluzione il proprio proposito di redenzione o, al contrario, preferirà ancora una volta fuggire dalle responsabilità.

## Personaggi
Famiglia Yuminaga
- Kazuki: quattordicenne trascurato da madre e padre sin dalla tenera età. Lo stato di abbandono - sebbene immerso nel lusso e nell'abbondanza pecuniaria - e le cattive compagnie lo portarono ad assistere poco più che bambino ad uno stupro, perpetrato da suoi compagni di giochi ai danni di una studentessa liceale. Da allora Kazuki prova profondo disagio di fronte al sesso e alle donne, un'inibizione che si accompagna ad un'indole solitaria, schizofrenica, spesso vittima di allucinazioni uditive e visive, oltre che da un profondo senso di inadeguatezza verso gli altri.
- Miho: figlia diciassettenne e liceale. Il pessimo rapporto col padre la porta a seguire passivamente le mode più in voga fra le coetanee. Per tale atteggiamento conformista ha iniziato a praticare l'enjo kōsai insieme all'amica Yoko.
- Kōki: figlio maggiore, affetto fin dalla nascita dalla sindrome di Williams. A causa della sua malattia è per lo più confinato in casa, dove trascorre il tempo suonando o ascoltando musica classica, dato che è dotato di un finissimo orecchio musicale. Ingenuamente buono ed amichevole con tutti, dopo aver conosciuto Chihiro, si è fermamente ripromesso di sposarla.
- Hidetomo; capofamiglia Yuminaga ed attuale presidente del gruppo di impresa Icarus. Figlio sua volta di un padrone di pachinko, Hidetomo è sempre stato riluttante ad accettare l'eredità aziendale del padre. Tuttavia non è neanche mai riuscito a creare una comunicazione stabile o un rapporto affettivo con la propria famiglia, per cui spesso si adira coi propri figli arrivando a percuoterli fisicamente con violenza.
- Miki: separatasi da Hidemoto per i suoi modi rozzi e violenti, dei figli ha sempre preferito ed amato il solo Kōki. L'amore per il figlio maggiore ha fatto sì che abbracciasse devotamente la fede di una setta scintoista e da allora vive in estrema povertà, considerando peccaminoso il denaro e contentandosi di un lavoro umile e delle rade visite del figlio prediletto.

Altri personaggi
- Kanamoto: un uomo di mezza età, ex-scaricatore di porto e saltuariamente al servizio della yakuza. Dopo aver incontrato Kazuki ancora bambino a zonzo per Koganecho, Kanamoto decide di prendersi cura del ragazzino quasi come un figlio. Quando però si accorgerà che Kazuki è ormai cresciuto in un adolescente ed assassino, sarà del tutto incapace di accettare formalmente il ruolo che paterno che aveva assunto.
- Kyōko; diciassettenne figlia di un dipendente del di Hidetomo. Ha trascorso tutta la sua infanzia in un orfanotrofio, dove è stata violentata da alcuni compagni più grandi. Da allora è incapace di prendere l'iniziativa anche di fronte a ragazzi per cui nutre una forte attrazione, come Kazuki. Anche se questo non le impedisce di porsi come coscienza del ragazzo.
- Sugimoto: una delle amanti di Hidetomo e scaltra tesoriera del Vegas.
- Hayashi: cofondatore del Vegas e attuale responsabile di sale del locale. Nonostante l'anzianità di servizio e l'esperienza personale è considerato dai suoi superiori, Sugimoto e Hidetomo, un semplicekugishi ("un semplice impiegato di pachinko"), con grande scorno di Hayashi.
- Mai: una delle amanti di Hidetomo. Sotto l'apparente ingenuità mista ad una provocante sensualità da donna appena trentenne, Mai è una parassita che vive un'esistenza calcolatrice. Disposta per denaro ad andare a letto con Kazuki, è disposta a tacere sull'omicidio da lui commesso pur di mantenere la propria vita agiata e dispendiosa.
- "Nonna Shige" e "Nonno Sada", i coniugi Nakata: due vecchi ristoratori di Koganecho. Punto di riferimento per Kazuki che, nonostante non condivide alcun legame di sangue coi due, se ne sente quasi adottato.
- Chihiro: ragazza probabilmente affetta da ritardo mentale, lavora come aiutante al ristorante dei due Nakata, da cui è stata adottata.

## Edizioni
- Miri Yū, Oro rapace, traduzione di Mimma De Petra, copertina di Jacopo Bruno, Milano, Feltrinelli, 2001,  p. 351, ISBN 978-88-07-70131-3.

- Miri Yū, Oro rapace, traduzione di Mimma De Petra, Milano, Feltrinelli, 2005,  p. 351, ISBN 978-88-07-81833-2.